# انکار مقدمات
مغالطهٔ انکار مقدمات یا رفع مقدم یک مغالطهٔ صوری و گونه‌ای بحث فلسفی و منطقی معمولاً به روش سوفسطایی است که در آن با انکار یکی از پیش‌فرض‌ها نتیجه استدلال تکذیب می‌شود. در این مغالطه، گوینده یا نویسنده در قضیهٔ شرطی، با رفع مقدم، وضع تالی را نتیجه می‌گیرد.
مثال:
گزاره الف به دلیل صحیح بودن ب و ج د صحیح است.
ب غلط است.
پس گزاره الف غلط است.
درحالی که غلط بودن ب دلیل کافی برای غلط بودن الف نیست.
نمونه:
اگر شما معلم زبان هستید، پس شاغل هستید.
شما معلم زبان نیستید.
پس شما شاغل نیستید.